# Strada Pia
Strada Pia é um filme de 1983, escrito e dirigido por Georg Brintrup. Revisita os percursos seguidos pela Literatura e pela Arquitetura nos últimos 400 anos, rastreando a preexistência da antiga estrada romana, ainda visível ao longo daquelas que hoje são a Via del Quirinale, Via XX Settembre e Via Nomentana.

## Sinopse
O filme começa no centro de Roma e depois segue a estrada, como aparece no ano das filmagens de 1983, até chegar ao subúrbio, longe das portas e das muralhas da cidade. Doze episódios, retirados de importantes obras da literatura italiana dos últimos 400 anos, serpenteiam ao longo do caminho. Cada um deles está relacionado a um lugar arquitetônico do mesmo período, a fim de estabelecer uma comparação visual direta entre o progresso da literatura e o declínio da arquitetura. 
Filmagens de vilas, palácios, igrejas, casas no estilo Humbertino e casas populares pontuam o ritmo narrativo e atuam como um elo entre um episódio e outro.
1. De “Jerusalém Libertada”, Torquato Tasso recita ao longo da rampa de acesso ao "Casino dell'Aurora" Pallavicini, concebida e realizada pelo arquiteto flamengo Giovanni Vasanzio (Jan van Santen, tardo renascimento-maneirismo) - Palácio do Quirinal (Ottaviano Mascherino, Gian Lorenzo Bernini)
2. No jardim dell'Aurora (barroco), Giambattista Marino declama seus versos em frente a uma fonte em forma de grota. - Igreja de Sant'Andrea al Quirinale (Gian Lorenzo Bernini)
3. Cena teatral de livre improvização sobre o tema musical (Balli di Sfessania) - Igreja de San Carlo alle Quattro Fontane (Francesco Borromini)
4. Atores interpretam uma cena, retirada do libreto da ópera “Didone abbandonata” de Pietro Metastasio, em frente à uma imitação setecentesca de um templo grego em estilo Jônico. (classicismo) - Santa Susanna alle Terme di Diocleziano (Carlo Maderno), Templo de Esculápio (Antonio Asprucci)
5. No cenário neoclássico da Villa Albani, Vittorio Alfieri lê trechos  retirados do “Del principe e delle lettere”. - Villa Albani (Carlo Marchionni)
6. Giacomo Leopardi declama “All'Italia” (Canti) em frente ao portal dórico do Casino Nobile, uma construção neoclássica dentro do parque da Villa Torlônia. - Villa Torlonia (Giovanni Battista Caretti)
7. Giuseppe Mazzini, com os “I doveri dell'uomo” encontra seu cenário em frente à bizarra, cenográfica arquitetura da Casina delle Civette, sempre no parque da Villa Torlonia. - Casina delle Civette (Giuseppe Jappelli)
8. Giosuè Carducci nos faz ouvir seu “Canto dell'amore”, em meio a romântica imitação oitocentesca de ruina de arquitetura antiga. Falsa ruina do tempio di Antonino e Faustina (Cristoforo Unterperger)
9. Gabriele D'Annunzio declama seus versos, enquadrado na arquitetura do estilo pós-Humbertino ou neobarroco, bairro Coppedè. - Quartiere Coppedè (Gino Coppedè).
10. De Luigi Pirandello apresenta-se uma cena do drama “Enrico IV”, em uma fazenda abandonada localizada ao longo da estrada. – Arquitetura fascista do viale XXI Aprile que liga a Via Nomentana à piazza Bologna
11. Do romance “Conversazione in Sicilia” de Elio Vittorini, dois atores recitam na Catacomba di Sant'Agnese. – Construção popular do após-guerra
12. Pier Paolo Pasolini fecha, com versos tirados da “La religione del mio tempo”, no meio de um parque in mezzo ad un parcodestruído perto da Via Nomentana. - Arquitetura estandardizada em concreto armado dos anos 1970.

## Elenco
- Cesare Biarese: Torquato Tasso
- Renato Scarpa: Giambattista Marino
- Olimpia Carlisi: Dido
- Enzo Aronica: Enea
- Carla Scortichini: (confidente de Didone)
- Michele Mancini: Giacomo Leopardi
- Bruno Mantura: Giuseppe Mazzini
- Stefano Oppedisano: Vittorio Alfieri
- Stefano Rulli: Giosuè Carducci
- Antonio Piovanelli: Enrico IV
- Flavio Albanese: Gabriele D'Annunzio
- Luigi Antonuccio: Silvestro
- Mario Scaletta: Liborio
- Laura Betti: a “diva” do cinema
- Remo Girone: Pier Paolo Pasolini
- Nestor Saied, Iannis Minuto, Mauro Russo, Enrico Gaspari
- Massimo Franceschi: (encenador)

## Produção
Trata-se de um filme ensaio, um gênero pouco desconhecido na Itália. Parte de uma ideia baseada na tese de Victor Hugo :
| “ | [. . .]"A arquitetura foi até o século XV o principal registro da humanidade [...] durante todo este período nenhum pensamento com alguma complexidade apareceu no mundo sem se tornar edifício, [...] A humanidade não pensou em nada importante sem escrever em pedra. E por quê? Porque cada pensamento, religioso ou ideológico, quer perpetuar-se e a ideia que influenciou uma geração, quer influenciar outras, deixar rastro. [...] Tudo muda no século XV. O pensamento humano descobre um modo de se perpetuar, não apenas na arquitetura durável e resistente, mas também de uma forma mais simples e mais fácil. A arquitetura é destronada. Às letras de pedra de Orfeu sucedem-se as letras de chumbo de Gutenberg. O livro vai matar o edifício. [...] Sob à forma de uma impressão, o pensamento é mais do que nunca imperecível. [...] A partir do século XVI, o enfraquecimento da arquitetura é visível; agora já não expressa a sociedade de maneira essencial; [...] não tem mais a força para submeter as outras artes a si mesma. Portanto, aquelas que se libertam, quebram o jugo do arquiteto, e andam por conta própria, beneficiam-se deste divórcio. [...] O capital das energias que o pensamento humano gastava em prédios passa a gastar agora em livros. [...] Arquitetura está morta, morta para sempre; morta pelo livro impresso." | ” |

### Título do filme
O título "Strada Pia" retoma o antigo nome dado em 1565, depois que o papa Pio IV a ampliou e mandou construir a Porta Pia de Michelangelo. Logo nesse século que, segundo algumas reflexões de Victor Hugo na Notre-Dame de Paris, seria considerado um divisor de águas decisivo porque, com o advento da prensa luminosa de Gutenberg, todas as forças que o pensamento humano, até então, tinha dedicado à arquitetura e, portanto, à palavra escrita em pedra, estavam agora voltados para a palavra impressa.

### Trilha sonora
Para a trilha sonora do filme foram utilisadas as seguintes composições:
| No. | compositor               | título obra                          |  |
| --- | ------------------------ | ------------------------------------ |  |
| 1.  | György Ligeti            | monument                             |  |
| 2.  | Carlo Gesualdo           | O vos omnes                          |  |
| 3.  | Michael Haydn            | concierto de trompeta                |  |
| 4.  | Claudio Monteverdi       | combattimento di Tancredi e Clorinda |  |
| 5.  | Domenico Scarlatti       | sonata L. 128                        |  |
| 6.  | Muzio Clementi           | sonata op. 50 nr. 3                  |  |
| 7.  | Giuseppe Verdi           | La Traviata, obertura                |  |
| 8.  | Giuseppe Verdi           | Falstaff                             |  |
| 9.  | Trio Lescano             | Segui il ritmo                       |  |
| 10. | Gian Francesco Malipiero | sexto concierto                      |  |

## Distribuição
“Strada Pia” foi transmitido pela primeira vez em 14 agosto de 1983 no canal alemão WDR ARD. A estréia do filme na Itália, na versão original, foi em julho de 1983 no Instituto Goethe de Roma. Outras transmissões seguiram-se no canal alemão WDR até 1988. Uma versão de 60 minutos foi apresentada em 4 de agosto de 1988 no canal alemão WDR ARD.

## Crítica
| “                                           | Uma viagem ao longo de uma estrada, uma voz fora do campo, “mise en scène" de obras, Tasso, Mazzini e D'Annunzio propostos como nas sequências de um filme histórico: que parece ter, especialmente em sua primeira parte, um tom sereno de uma rubrica cênica: Há um desenvolvimento particular do filme, que na verdade começa como um documentário. No entanto, à medida que a história se torna mais vital, torna-se quase um filme de autor. Um ritmo lento é muito adequado para o século XVII; depois os períodos históricos são diferentes, e até os tempos do filme, determinados pela edição, são acelerados. | ” |
| — Giancarlo Riccio em Il Tempo de 18.101983 | |   |